# 안도라 (희곡)

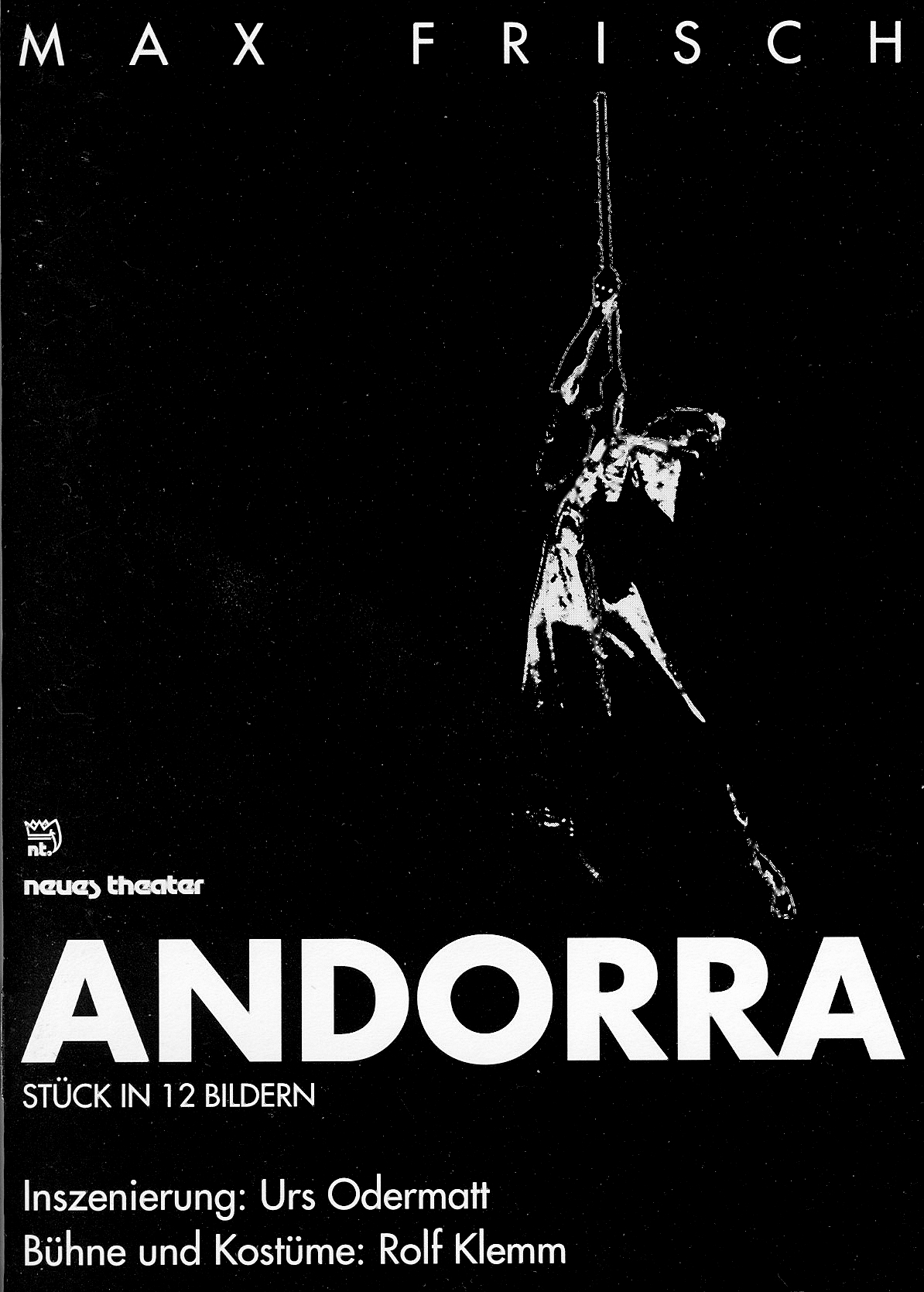

《안도라》(Andorra)는 현대 스위스의 대표적 극작가인 막스 프리슈의 2막극이다. 1950년대 작품으로 1961년 11월 취리히에서 초연되었다.
한국에서는 1965년 11월 강두식(姜斗植) 역, 허규(許圭) 연출로 극단 '실험극장(實驗劇場)'에 의해 처음 소개되었고, 그 이후에도 여러 극단에 의해 여러 번 공연되어 호평을 받았다. 안도라라는 가상의 소도시에서 안드리란 한 젊은이가 유태인으로 오해를 받고 동료시민에 의해 참혹한 죽음을 당한다. 그러나 그가 피살된 후 그의 진짜 부모가 알려지고 그가 유태인이 아님도 판명된다는 줄거리이다.  줄거리에서 보는 바와 같이 <안도라>는 나치즘에 대한 비판을 우화적(寓話的)으로 묘사한 작품이다. 작품에 나오는 검은 나라와 검은 군대는 권력이 최고조에 달했던 나치스를 상징하고 안도라는 침략당한 주변 국가들을 상징한다. 작품에서 안도라 사람들은 침략자에게 차차 양보하고 살인 행위마저 묵인하는데, 이것은 현대인의 나약성과 도덕적 타락을 고발한 것이다. 그리고 인간이란 그릇된 편견에 따라 타인을 봄으로써 그에 대한 그릇된 상(像)을 만들게 되고, 결국 편견은 무서운 결과를 낳는다는 것이다.  이처럼 <안도라>는 인간본질에 대해 깊숙이 조명한 작품이다. 연극의 본질이 끝없는 인간 탐구에 있다고 볼 때, 이 작품은 현대의 고전이 될 만하다.  반유태주의에 대한 비판과 나치의 폭력을 상징적으로 묘사한 이 <안도라>는 우리나라뿐만 아니라 전세계에서 많이 공연된 작품이다.